# الکسی ایگودسمن
الکسی ایگودسمن (روسی: Алексей Михайлович Игу́десман؛ زادهٔ ۲۲ ژوئیهٔ ۱۹۷۳) نوازنده ویولن، آهنگساز، بازیگر و کمدین آلمانی با اصالتی روس است.